# Hexabiblos aucta
Die Hexabiblos aucta ist eine – in den Codices Vaticanus graecus 851 und Parisinus graecus 1355 überlieferte – erweiterte Fassung der Hexabiblos, die gegen Ende des 14. Jahrhunderts von Ioannes Holobolos im Patriarchat von Konstantinopel kompiliert worden sein dürfte. Die Zusätze zur Hexabiblos stammen hauptsächlich aus der Synopsis (Basilicorum) maior, den Basiliken (einschließlich der Scholien), dem Rechtsbuch des Michael Attaleiates, der Ekloge ton nomon und der Eisagoge aucta. Die Benutzung der Quellen weist den Kompilator als einen bedeutenden Rechtsgelehrten aus.